# 平卡河
平卡河（德語：Pinka）是歐洲中部的河流，河道全長100公里，發源自奧地利西部施蒂利亞州，最終在匈牙利克爾門德附近注入拉鮑河，河畔城鎮有萍卡菲爾特和上瓦特。